# خلیفه لو (هوراند)
خلیفه لو یکی از روستاهای استان آذربایجان شرقی است که در دهستان دیکله شهرستان هوراند واقع شده‌است. این روستا ۷۷ الی ۱۰۵ نفر جمعیت دارد.

## جمعیت
این روستا در دهستان دیکله قرار دارد و براساس سرشماری مرکز آمار ایران در سال ۱۳۸۵، جمعیت آن ۱۰۵ نفر (۲۰خانوار) بوده‌است.